# Oliver Kovačević
Oliver Kovačević (en serbio cirílico: Оливер Ковачевић; Split, RFS de Yugoslavia, 29 de octubre de 1974) es un exjugador y actual entrenador de fútbol serbocroata. En su etapa como jugador profesional se desempeñaba como guardameta. Actualmente trabaja como entrenador de porteros del FK Čukarički Belgrado de la Superliga de Serbia.

## Selección nacional
Fue internacional con la selección de fútbol de Serbia y Montenegro en 3 ocasiones.

### Participaciones en Copas del Mundo
| Mundial                        | Sede     | Resultado      | Partidos | Goles |
| ------------------------------ | -------- | -------------- | -------- | ----- |
| Copa Mundial de Fútbol de 2006 | Alemania | Fase de grupos | 0        | 0     |

## Clubes

### Como jugador
| Club          | País                | Año       |
| ------------- | ------------------- | --------- |
| FK Milicionar | Serbia y Montenegro | 1996-2001 |
| FK Železnik   | Serbia y Montenegro | 2001-2005 |
| Samsunspor    | Turquía             | 2005      |
| CSKA Sofia    | Bulgaria            | 2006-2007 |

### Como entrenador de porteros
| Club                  | País     | Año    |
| --------------------- | -------- | ------ |
| OFK Belgrado          | Serbia   | 2010-? |
| CSKA Sofía            | Bulgaria | 2013   |
| FK Rad                | Serbia   | 2013-? |
| FK Čukarički Belgrado | 2018-    |        |

## Palmarés

### Campeonatos nacionales
| Título                      | Club        | País                | Año  |
| --------------------------- | ----------- | ------------------- | ---- |
| Copa de Serbia y Montenegro | FK Železnik | Serbia y Montenegro | 2005 |